# 4655 Marjoriika
4655 Marjoriika è un asteroide della fascia principale. Scoperto nel 1978, presenta un'orbita caratterizzata da un semiasse maggiore pari a 2,2544337 au e da un'eccentricità di 0,1908416, inclinata di 1,91518° rispetto all'eclittica.
L'asteroide è dedicato a Marjo Riika Kuusela.